# Фудбалски савез Ангвиле
Фудбалски савез Ангвиле (енгл. Anguilla Football Association (АФА)) је највиша фудбалска организација на Ангвили која организује фудбалска такмичења у земљи и мечеве репрезентације Ангвиле.
Фудбалски савез је основан 1990. године. У чланство ФИФА (Светске фудбалске организације) и Конкакаф (Северно-средњоамеричке и карипске фудбалске конфедерације) примљен је 1996,
Председник савеза је Рејмонд Гишар.
Прва међународна утакмица одиграна је на Светој Луцији 14. маја 1991. против репрезентације Монсерата, која је завршила нерешено 1:1.
Боја дресова репрезентације је тиркизна и плава.
Национална лига Ангвиле игра се од 1998. Први шампион је Спартанс Интернашонал.